# Теорија тоналних функција

## Историја и употреба

### Историја
Током друге половине 18. и прве половине 19. века, Рамоова разматрања су остала потиснута, а њихово место заузела је Теорија тоналних ступњева, која је све хармонске појаве дефинисала углавном емпиријски, тј. појавно, без много разматрања о томе како тоналитет функционише.

Ипак, крајем 19. века, Хуго Риман долази у контакт са Рамоовим теоријама, те развија тзв. дуалистичку теорију (познату и као теорија тоналитета у огледалу). Он је вратио у употребу тоналне функције и сматрао да природни мол представља интервалски и хармонски симетрични одраз дура у огледалу, те да хармонски ток треба пролагодити сходно томе (примера ради: уколико је природни каденцирајући ток у дуру: T-S-D-T, њему кореспондирајући у молу треба да буде t-d-s-t, видети наредна поглавља за додатна објашњења око ознака). Ипак, овакво виђење убрзо наилази на скепсу других теоретичара који, иако су сматрали да су функције пожељно објашњење појава у тоналитету, нису признавали постојање дуализма у пракси.

## Функције

### Споредне функције
Главним функцијама придодају се и споредне, које су заступници тонике, субдоминанте и доминанте (појединачно, мада неретко и више њих истовремено), односно представљају све преостале акорде који се могу јавити у тоналитету. Њихово аналитичко означавање веома варира, сходно локалним конвенцијама аутора.
На немачком говорном подручју, најчешћу конвенцију представљају Риманове оригиналне ознаке, те би акорди лествичним редом у дуру били означени на следећи начин:
T- тоника (први ступањ)

Sp-  паралела субдоминнте (други ступањ)

Dp-  паралела доминанте (трећи ступањ)

S- субдоминанта (четврти ступањ)

D- доминанта (пети ступањ)

Tp- паралела тонике (шести ступањ)

Dg- Dominante Gegenklang, акорд на горњој терци доминанте (вођични, седми ступањ), 

а у молу (који је постављен симетрично дурском систему):

Додатно, алтеровани акорди изискују примену посебних симбола.

## Каденце
У случају модулације (промене тоналитета), нови тоналитет се утврђује кроз каденцирајући процес. Најједноставније каденце су D-T (аутентична каденца) и S-T (плагална каденца). Ипак, у пракси се најчешће среће такозвана потпуна аутентична каденца (T-S-D-T).
|  |  |

## Коришћена литература
- De La Motte, D. (2011), Harmonielehre, Kassel: Bärenreiter

- Despić, D., (1970), Harmonska analiza, Beograd: Univerzitet umetnosti.

- Дубовский, И., Евсеев, С., Способин, И., Соколов, В., (1964), Учбеник Гармонии, Москва: ИздателЬство Музика

- Kühn, C., (2013) Modulation Kompakt. Erkunden, erleben, erproben, erfinden, Kassel: Bärenreiter

- Louis, R., Thuille, L. (1920) Harmonielehre, Stutgart: C. Grüninger Nachhilf. E. Klett

- Rameau, J.P., (1722) Traité de l’harmonie reduite à ses principes naturels, Paris: Jean-Baptiste Christophe Ballard

- Riemann, H. (1918), Allgemeine Musiklehre. Handbuch der Musik, Leipzig: Max Hesses Verlag

- Živković, M., (1990), Harmonija, Beograd: Zavod za udžbenike i nastavna sredstva